# Đế Du Võng
Đế Du Võng (chữ Hán: 帝榆罔) là tên vị vua cuối cùng của Thần Nông thị trong lịch sử Trung Quốc, theo Sử Ký Tư Mã Thiên - phần bổ Tam Hoàng bản kỷ của Trung Quốc  thì ông là con trai của Đế Khắc.
Tương truyền thời kỳ đế Du Võng cai trị thiên hạ lúc ấy đang là giai đoạn cuối của xã hội công xã nguyên thủy, của cải tích lũy được của dân chúng giao cho tù trưởng hay thủ lĩnh của bộ lạc cai quản. Dần dần những tài sản thặng dư đó để lâu thành của riêng gia đình thủ lĩnh đó, dân chúng nhiều người bất bình đòi hỏi trả lại hoặc chia đều cho mọi người thì họ không được đáp ứng. Chính vì thế lâu ngày sinh biến và "con giun xéo lắm cũng quằn" người ta nổi dậy đấu tranh bằng vũ lực, đế Du Võng không thể cản nổi những cuộc biểu tình của dân thường khiến triều đình bạc nhược đang trên đà xuống dốc.
Lợi dụng tình hình rối ren đó quân chủ tộc Cửu Lê là Xi Vưu khởi binh làm phản, ông ta yêu cầu đế Du Võng phải thoái vị nhường ngôi thiên tử cho mình. Nhưng Xi Vưu là kẻ thô tục hơn nữa lại thích sử dụng vũ lực tàn sát dã man những ai chống đối, đế Du Võng ra lời kêu gọi các nước chư hầu nếu ai có thể dẹp được Xi Vưu thì lập tức thiện nhượng cho người đó. Lúc ấy chỉ có thủ lĩnh nước Hữu Hùng là Công Tôn Hiên Viên dám đứng đầu liên minh bộ lạc, sau nhiều năm chiến đấu kịch liệt hao binh tổn tướng kết luận Hiên Viên đánh bại được Xi Vưu diệt tộc Cửu Lê ổn định thời cuộc. Lúc Hiên Viên ca khúc khải hoàn kéo quân về triều cũng là lúc đế Du Võng xuống chiếu thoái vị, Hiên Viên đăng cơ chấm dứt triều đại Thần Nông sau 520 năm dòng họ này thống trị.